# Братья Савченко
Братья Савченко — трое братьев-партизан из деревни Мошны, которые во время Великой Отечественной войны создали партизанский отряд в районе города Черкассы. В их честь была названа одна из улиц города.
С сентября 1941 по ноябрь 1942 года лет вблизи города Черкассы действовал партизанский отряд, который возглавляли Феодосий Родионович Савченко и Сергей Наумович Палеха. Иван Родионович был командиром роты, а Григорий Родионович — политруком роты. Отряд имел много своих тайных агентов, которые предоставляли информацию о действиях немцев. Партизаны наносили большой урон[уточнить] врагу на подступах к городу. Крупнейшие операции проводили на пути Черкассы — Мошны. В сентябре они овладели родным селом, уничтожили телефонную станцию, разгромили несколько немецких обозов, сожгли десятки автомобилей, убили 30 врагов. Успешными были также операции в соседних селах Будище, Кумейки, Геронимовка. Всего отряд прошел более 2 тыс. км 5 районами Черкасской и Кировоградской областей, уничтожив при этом более 200 немцев.
В ноябре 1941 года погиб Григорий, в мае 1942 года — Феодосий, а в ноябре 1942 года — Иван. Они были посмертно награждены орденами Отечественной войны 1 степени. Похоронены в братской могиле в родном селе Мошны.